# برايان فريمان
برايان فريمان (بالإنجليزية: Brian Freeman)‏ (28 مارس 1963، شيكاغو في الولايات المتحدة)؛ كاتب وروائي أمريكي.